# متلازمة جيليسبي
متلازمة جيليسبي (بالإنجليزية: Gillespie syndrome)‏ وتسمى أيضًا انعدام القزحية وخلل التوازن المخيخي والعجز العقلي هي اضطراب وراثي نادر. ويتميز هذا الاضطراب بفقدان جزئي للقزحية (أي أن جزءًا من القزحية مفقود) والترنح (مشاكل في الحركة والتنسيق) وفي معظم الحالات الإعاقة الفكرية. حيث إنه غير متجانس ويتم توريثه إما بطريقة جسمية سائدة أو جسمية متنحية. وقد تم وصف متلازمة جيليسبي لأول مرة من قبل طبيب العيون الأمريكي فريدريك جيليسبي في عام 1965.

## عرض تقديمي
إن الجمع بين انخفاض التوتر العضلي واتساع حدقة العين في مرحلة الطفولة المبكرة يثير الشكوك حول متلازمة جيليسبي. يعد فقدان القزحية الجزئي المبكر وخلل التوازن المخيخي والتخلف العقلي من السمات المميزة للمتلازمة. ويعتبر شذوذ القزحية محددًا ويبدو أنه علامة مميزة لمتلازمة جيليسبي. تتكون الأنيريديا انعدام القزحية من ورم ثلامة علوي وقصور في القزحية السفلية وخلل تنسج نقري بقعي.
متلازمة جيليسبي غير النمطية المرتبطة بتدلي الجفون الثنائي والحول الخارجي وتصحيح النظر ونقص تنسج القزحية وتعتيم العدسة الكبسولية الأمامية ونقص تنسج النقرة وتعرج الأوعية الدموية في شبكية العين ونقص تصبغ الشبكية.
العلامات العصبية هي رعشة العين وعدم تناسق الوجه والجمجمة الخفيف وانخفاض التوتر العضلي المحوري والتأخر في النمو والتخلف العقلي الخفيف. حيث لم يدعم مارين ب. الرأي السائد بأن التخلف العقلي الشامل هو سمة أساسية لمتلازمة جيليسبي لكنه يعكس في المقام الأول اختلالات عصبية سلوكية ناجمة عن المخيخ في أعقاب تعطيل الدوائر التشريحية المخيخية التي تشبه إلى حد كبير "متلازمة الإدراك والعاطفة المخيخية" (CeCAS).
يمكن أن يرتبط تضيق الشريان الرئوي الخلقي وخلل التنسج الحلزوني.

## علم الوراثة
متلازمة جيليسبي هي اضطراب غير متجانس ويمكن أن تنتقل وراثيًا بطريقة سائدة أو متنحية. كما تشير الوراثة الجسدية السائدة إلى أن الجين المعيب المسؤول عن اضطراب ما يقع على صبغي جسمي وتكون نسخة واحدة فقط من الجين كافية للتسبب في الاضطراب عندما يتم توريثه من أحد الوالدين الذي يعاني من الاضطراب.
بينما الوراثة الجسدية المتنحية تعني أن الجين المعيب المسؤول عن الاضطراب يقع على صبغي جسمي ولكن هناك حاجة إلى نسختين من الجين المعيب (واحدة موروثة من كل من الوالدين) حتى يولد الشخص مصابًا بالاضطراب. إن والدي الفرد المصاب باضطراب وراثي جسمي متنحي يحملان نسخة واحدة من الجين المعيب، لكنهما عادة لا يعانيان من أي علامات أو أعراض للاضطراب.
يمكن أن يكون تحليل جين PAX6 مفيدًا أيضًا للتمييز بين انعدام القزحية السائد الجسمي ومتلازمة جيليسبي. ومع ذلك فإن متلازمة جيليسبي غير النمطية ترتبط بطفرة في جين PAX6.
لتوضيح العيوب الجينية الأساسية يجب إجراء تحديد النمط النووي والبحث عن انتقالات جديدة خاصة للكروموسوم X والكروموسوم 11.
وتنتج هذه الحالة عن طفرات في جين مستقبل إينوزيتول 1،4،5-ثلاثي الفوسفات من النوع 1 ( ITPR1 ). ويقع هذا الجين على الذراع القصير للكروموسوم 3 (3p26.1). وقد ارتبطت الطفرات في هذا الجين أيضًا بالرنح المخيخي من النوع 15 و29.

## التشخيص
يظهر تصوير الدماغ بالرنين المغناطيسي ضمورًا في الدودة أو نقص تنسجها. وضمور المخيخ والدماغ مع تغيرات في المادة البيضاء في بعض الحالات.
كما يمكن إجراء تشخيص افتراضي في الأشهر الأولى من الحياة: عند فحص المصباح الشقي، تظهر حدود حدقة القزحية عادة حافة صدفية "مزخرفة" مع خيوط قزحية تمتد على سطح العدسة الأمامية على فترات منتظمة. وفي كثير من الحالات تُظهر دراسات التصوير العصبي (الأشعة المقطعية والتصوير بالرنين المغناطيسي) نقص تنسج المخيخ أو ضموره وخاصة الدودية مع تغيرات عرضية في المادة البيضاء وضمور منتشر في نصفي الكرة المخية وجذع الدماغ والقشرة الأمامية.

## العلاج
لقد لوحظت حالات متفرقة وعائلية. وعلى الرغم من أن بعض العائلات المذكورة متوافقة مع الوراثة الجسدية السائدة، فمن المرجح أن تكون متلازمة جيليسبي حالة وراثية جسدية متنحية. تتضمن إدارة المرض واحتوائه تقييمًا منتظمًا لطب العيون مع وصف المساعدات البصرية والعلاج الطبيعي والكلام والعلاج المهني لإعادة تعليم العضلات.

## التاريخ
1. 1964 - وصف مرض جيليسبي أف دي لأول مرة في شقيقين يعانيان من انعدام القزحية وخلل في المخيخ والتخلف العقلي.[1]
2. 1971 - وصف سارسفيلد جيه كيه المزيد من الحالات في عائلة ذات قيمة أن سي في طبيعية وخزعة عضلية.[13]
3. 1997 - أفاد نيلسون جيه بوجود خلل منتشر في التصوير بالرنين المغناطيسي في ضمور المخيخ مع تغيرات في المادة البيضاء مما يشير إلى انتشار المرض.[6]
4. 1998 - أبلغ دولفوس إتش عن مريض يعاني من نمط ظاهري يوحي بوجود خلل في الكروموسومات.[7]
5. 2008 - وجد مارين بي عجزًا إدراكيًا محدودًا يشبه إلى حد كبير "متلازمة الإدراك والعاطفة المخيخية" (CeCAS).[9]

## روابط خارجية
- متلازمة جيليسبي في ميدلاين بلس